# تشارلز سيفرز
تشارلز سيفرز (بالإنجليزية: Charles Cyphers)‏ مواليد 28 يوليو 1939 في نياجارا فولز، هو ممثل أمريكي بدأ مسيرته الفنية سنة 1974. امتدت مسيرته الفنية لأكثر من 33 عاما.

## الأعمال
- العودة للديار
- هالوين
- هالوين 2

## روابط خارجية
- تشارلز سيفرز على موقع IMDb (الإنجليزية)
- تشارلز سيفرز على موقع ألو سيني (الفرنسية)
- تشارلز سيفرز على موقع أول موفي (الإنجليزية)
- تشارلز سيفرز على موقع إن إن دي بي (الإنجليزية)
- تشارلز سيفرز على موقع قاعدة بيانات الفيلم (الإنجليزية)